# Lifestyle (Rich Gang)
Lifestyle è un singolo del collettivo musicale statunitense Rich Gang, pubblicato il 5 giugno 2014.
Il brano vede la partecipazione dei rapper statunitensi Young Thug e Rich Homie Quan ed è stato prodotto da London on da Track.

## Antefatti
Il brano è stato mostrato in anteprima a maggio del 2014 e doveva essere il primo estratto dal secondo mixtape della Rich Gang Rich Gang 2, che non è mai stato pubblicato.

## Tracce
Testi di Jeffery Williams, Bryan Williams, Dequantes Lamar e London Holmes, musiche di London on da Track.
1. Lifestyle (feat. Young Thug & Rich Homie Quan) – 4:29

## Video musicale
Il video musicale ufficiale del brano, diretto da Be El Be, è stato reso disponibile il 29 giugno 2014 sul canale YouTube della Rich Gang. Nel video Birdman, Young Thug e Rich Homie Quan festeggiano su uno yacht e su un aereo e fanno un cameo i rapper Soulja Boy e Mack Maine e il produttore della traccia London on da Track.

## Accoglienza
Pitchfork ha piazzato Lifestyle al sessantanovesimo posto nella sua lista delle 100 migliori canzoni del 2014. Complex ha inserito il brano al secondo posto nella sua lista delle 50 migliori canzoni dell'anno. Brooklyn Russell di Pretty Much Amazing l'ha descritta come "una sorta di versione Millennial di quello che è stato Nuthin' But a 'G' Thang per la generazione X", definendola "una traccia hip hop da festa generazionale."

## Classifiche

### Classifiche settimanali
| Classifiche (2014) | Posizione massima |
| ------------------ | ----------------- |
| Stati Uniti        | 16                |

### Classifiche di fine anno
| Classifiche (2014) | Posizione |
| ------------------ | --------- |
| Stati Uniti        | 72        |